# فرقة لوس غاتوس
لوس غاتوس Los Gatos  كانت واحدة من أوائل فرق الروك الأرجنتينية. تشكلت في عام 1967 بعد حل فرقة لوس غاتوس سالفاجيس Los Gatos Salvajes، وتعتبر واحدة من المجموعات المؤسسة للروك؛ كانت أيضا أول من يؤلف الأغاني الخاصة بها تماما.وساعدت على نشر الروك باللغة الإسبانية في أمريكاالجنوبية.أول نجاح لها، "La balsa"، وتعتبر الأغنية التأسيسية للروك الأرجنتيني.

## البداية

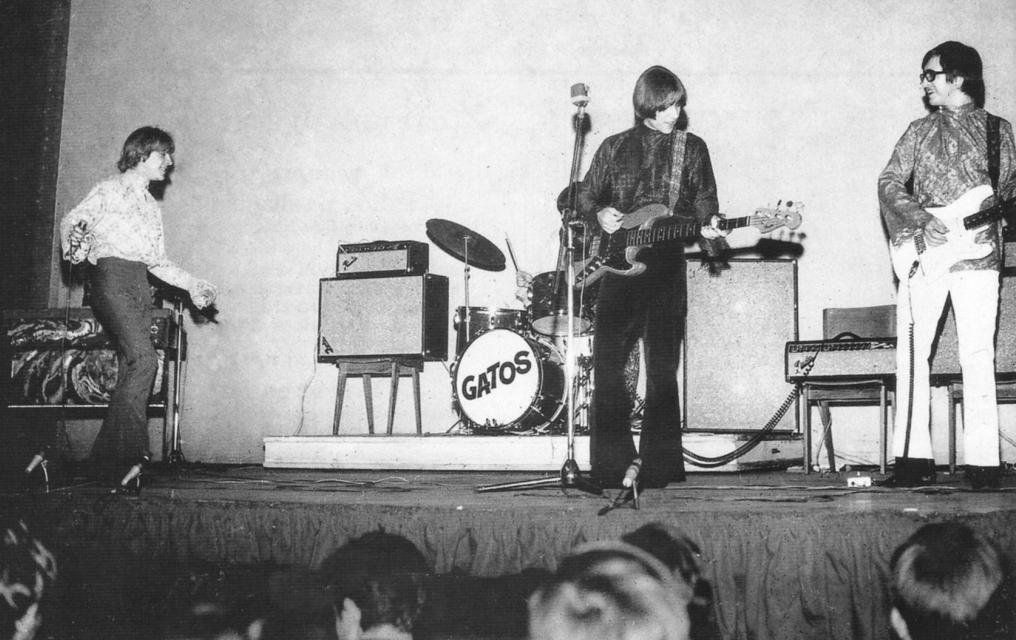
لوس غاتوس1968

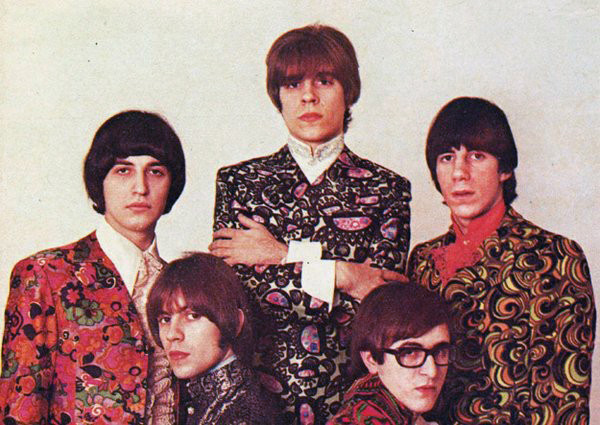

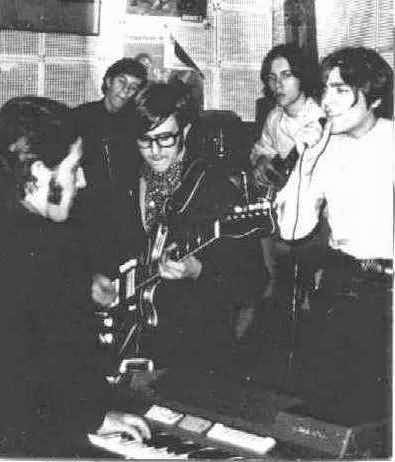
Los Gatos tocando en La Cueva, circa 1967

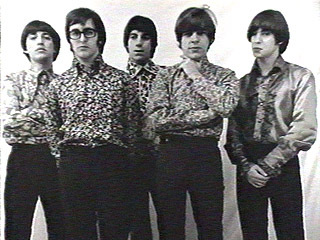
La primera formación de Los Gatos, circa 1967

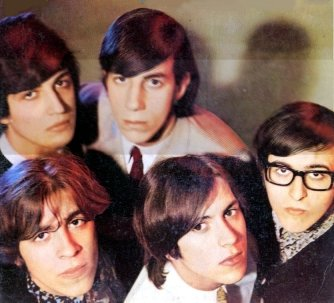
Los Gatos en una foto promocional de 1967

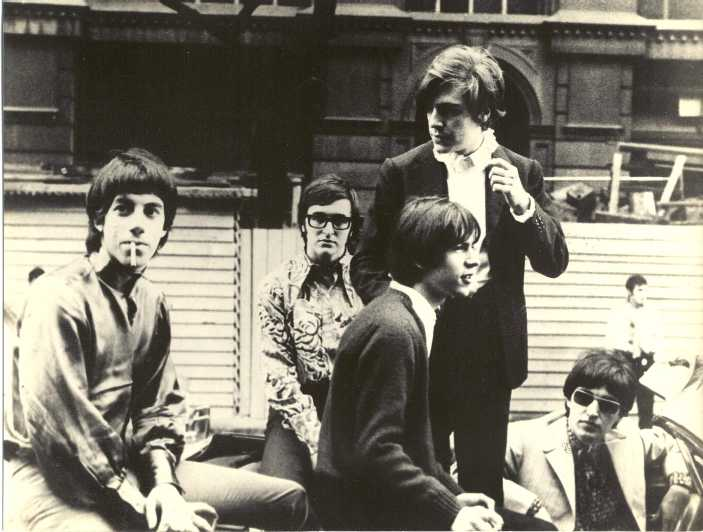
Los Gatos en 1968

أول أداء لهم في لا كويفا La Cueva، وكان نادي جاز صغير وغير مستقر، حيث تتركز فيه قلة من الموسيقيين وأتباع الروك المحلية.بدأت المجموعة في أعقاب الفرقة السابقة لوس غاتوس سالفاجيس، التي شاركت اثنين من نفس الأعضاء، في عام 1967 سجلت أغنية "La Balsa التي لاقت نجاح غير موتوقع.
وجاءت جهود الفرقة التالية بعد انقطاع قصير، كان الأسلوب الكلاسيكي في بعض الأحيان يجعل الألبوم غير متساو،
ولكن أيضا خلق مقاطع مبهرة جدا من الموسيقى التي يمكن اعتبارها واحدة من أقدم تسجيلات الروك التقدمية في أي مكان في العالم، وصعد هذا النوع في جميع أنحاء العالم في السبعينات.
- في عام 1970، أصدرت لوس غاتوس ألبومهم النهائي. كانت الفرقة تسمى أصلا روك دي لا موجر بودريدا "Rotten woman's rock"، واضطرت الفرقة إلى تغيير الاسم بسبب الرقابة الحكومية إلي Lost woman's rock؛ وفي وقت لاحق من ذلك العام ترك بابو الفرقة لتشكيل فرق خاصة به. فرقة لوس غاتوس حلت بعد آخر دفعة من الحفلات الموسيقية.[1]
- في كثير من الأحيان كان هناك حديث عن لم شمل هذه الفرقة، ولكن تم تجاهلها دائما من قبل (نبيا) والشركة. في عام 2001 كان هناك "لقاء لفرقة لوس غاتوس، عندما ذهب بقية الأعضاء (باستثناء غاليفي وبابو) لزيارت نيبا وقررو التسجيل معا مرة أخرى.

وفي شباط / فبراير 2005، توفي بابو وأوسكار مورو في تموز / يوليه من عام 2006، مما منعهم من لم شمل الفرقة.
- وفي عام 2007، التقى بعض أعضاء لوس غاتوس لتقديم سلسلة من العروض في أمريكا اللاتينية للاحتفال بالذكرى الأربعين لتأسيسها.

## الألبومات

### البومات في الأستوديو
| السنة | العمل                    |
| ----- | ------------------------ |
| 1967  | Los Gatos I              |
| 1968  | Los Gatos II             |
| 1968  | Seremos amigos           |
| 1969  | Beat Nº 1                |
| 1970  | Rock de la mujer perdida |

### ألبومات حية
| السنة | العمل                                 |
| ----- | ------------------------------------- |
| 1987  | En vivo y en estudio (grabado en 1971 |
| 2007  | Reunión 2007 en vivo                  |
| 2015  | En vivo Gran Rex 2007                 |

### أعمال فردية
- 1967 - La balsa / Ayer nomás
- 1967 - Ya no quiero soñar / El rey lloró
- 1968 - La mujer sin nombre / Las vacaciones
- 1968 - No hay tiempo que perder / Un día de fiesta
- 1968 - Seremos amigos / La chica del paraguas
- 1968 - Viento dile a la lluvia / Déjame buscar felicidad
- 1969 - Sueña y corre / Soy de cualquier lugar
- 1970 - Rock de la mujer perdida / Escapando de mí
- 1971 - Mama rock / Campo para tres

### اغاني مجموعة في البومات
| السنة | العمل                                              |
| ----- | -------------------------------------------------- |
| 1969  | Lo Mejor de Los Gatos                              |
| 1972  | Los Gatos (con lados B e inéditos                  |
| 1972  | Los Gatos, Vol. 2                                  |
| 1975  | La balsa                                           |
| 1977  | 10 años después (con sencillos, lados B e inéditos |
| 2001  | Los Gatos: RCA Victor 100 Años                     |
| 2004  | Inolvidables RCA: 20 grandes éxitos                |
| 2004  | El inicio de una era                               |
| 2004  | 20 secretos de amor                                |
| 2007  | Obras cumbres؛                                     |

### أقراص دي في ديDVD
- 2007 - Reunión 2007
- 2007 - En vivo en el Gran Rex

## وصلات خارجية
- فرقة لوس غاتوس على موقع ميوزك برينز (الإنجليزية)
- فرقة لوس غاتوس على موقع أول ميوزيك (الإنجليزية)
- فرقة لوس غاتوس على موقع ديسكوغز (الإنجليزية)